# Harry Dénis
Henri Léonard Barthélemi Dénis, dit Harry Dénis, né le 28 août 1896 à La Haye aux Pays-Bas et mort le 13 juillet 1971 dans la même ville, est un ancien footballeur international néerlandais qui jouait au poste de défenseur. Il représente son pays lors de trois éditions des Jeux olympiques (1920, 1924 et 1928).

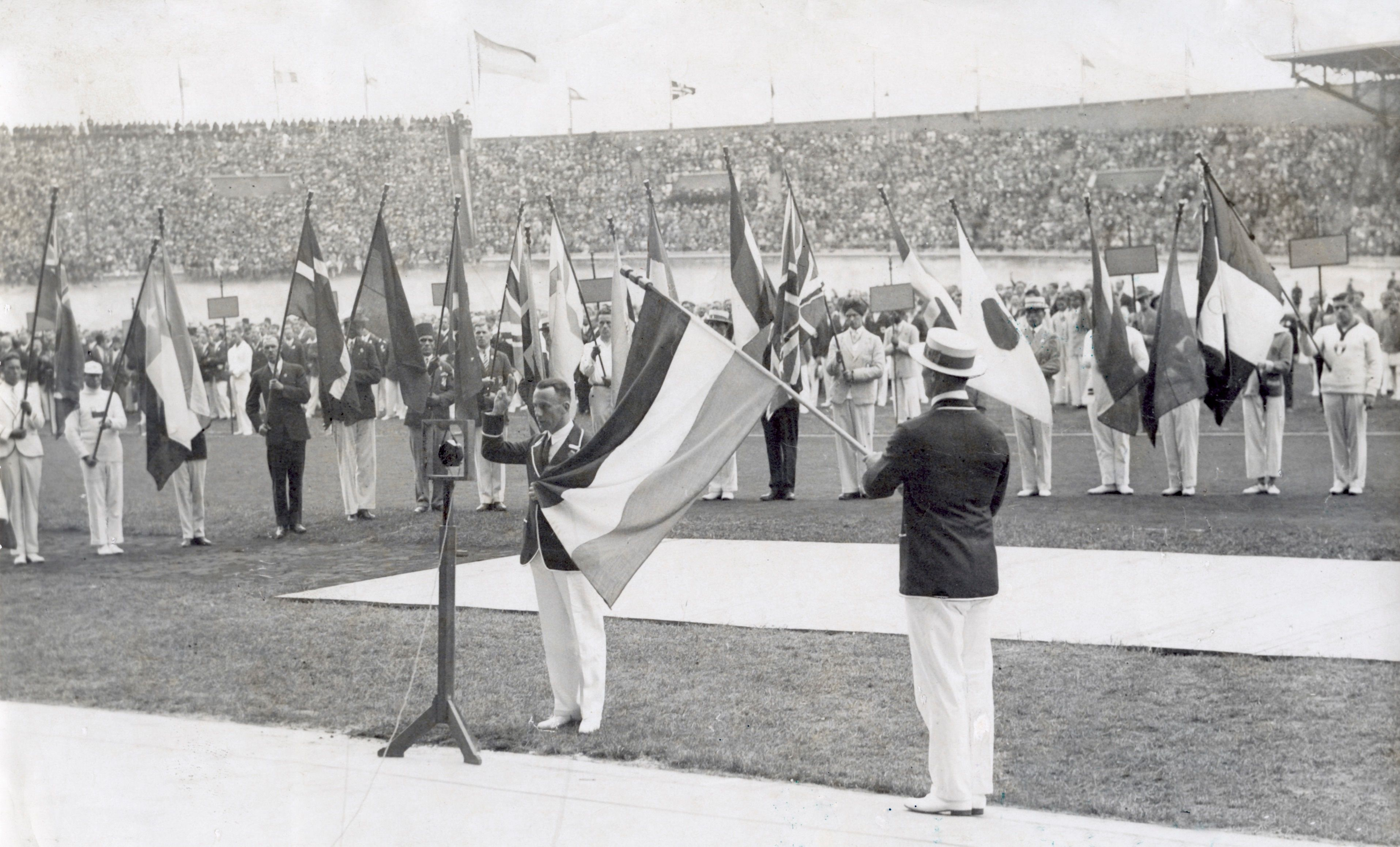
Harry Dénis prononçant le serment olympique (1928).

Pour ses débuts olympiques à Anvers, il remporte la médaille de bronze avec l'équipe des Pays-Bas de football, suivie d'une quatrième place une olympiade plus tard à Paris. Dénis compte un total de 56 sélections en équipe des Pays-Bas, dont 37 en tant que capitaine. Il est l'un des joueurs marquants du football néerlandais des années 1920. Dénis prononce le serment olympique lors de la cérémonie d'ouverture des Jeux olympiques d'été de 1928 à Amsterdam.
Dénis détient le record de sélections néerlandaises du 3 mai 1925 (égalant le total de Bok de Korver) au 2 mai 1937 (dépassé par Puck van Heel).